# Ilijas Pašić
Ilijas Pašić (Castelnuovo, 10 maggio 1934 – Gossau, 2 febbraio 2015) è stato un allenatore di calcio e calciatore jugoslavo, di ruolo centrocampista.

## Palmarès

### Giocatore

#### Competizioni nazionali
- Coppa di Jugoslavia: 1

Dinamo Zagabria: 1960